# Kondory Wschodu
Kondory Wschodu lub Kondory ze wschodu (tytuł oryg. Dung fong tuk ying) – hongkoński film wojenny z 1987 roku w reżyserii Sammo Hunga, którego premiera odbyła się 9 lipca 1987 roku.

## Fabuła
Po zakończonej wojnie w Wietnamie do siebie wracają amerykańskie wojska. Przez nieuwagę zostawiają skład broni, w tym również rakiet dalekiego zasięgu, które jeśli trafią w ręce Vietcongu, mogą stanowić niebezpieczeństwo. Wkrótce zostaje podjęta decyzja o wysłaniu na miejsce grupy, której zadaniem będzie zniszczenie zostawionej broni. Do tej misji zostaje wyznaczonych 12 azjatyckich więźniów, którzy w zamian za przeprowadzenie akcji, zyskają wolność. Grupa skazańców po krótkim przeszkoleniu rusza w głąb pełnej niebezpieczeństw dżungli.

## Obsada
Źródło: Filmweb

- Angela Mao – dziewczyna
- Billy Lau – Lan Guang Lau
- Kwok Keung Cheung – Ching
- Melvin Wong – Yang
- Joyce Godenzi – dziewczyna
- Haing S. Ngor – Yeung Lung
- Yuen Biao – Man Yen Chieh
- Sammo Hung – Ming-Sun Tung

## Nominacje
W 1988 roku podczas 7. edycji Hong Kong Film Awards film był nominowany do nagrody Hong Kong Film Award w kategorii Best Action Choreography. Chi Jan Ha była nominowana w kategorii Best New Performer a Joyce Godenzi w kategorii Best Supporting Actress.